# Climacium
Climacium, rod pravih mahovina iz porodice Climaciaceae, dio reda Hypnales. Postoji ekoliko vrsta raširenih po Euroaziji, Sjevernoj Americi i nekim otocima Pacifika.
Rod je opisan 1804 kao i tipična vrsta  Climacium dendroides; bazionim: Leskea dendroides Hedw.

## Vrste
1. Climacium acuminatum Warnstorf, 1915
2. Climacium americanum Bridel, 1812
3. Climacium dendroides Weber & D.Mohr, 1804
4. Climacium japonicum Lindberg, 1872